# 243. Infanterie-Division (Wehrmacht)
La 243. Infanterie-Division fu una divisione dell'esercito tedesco attiva durante la seconda guerra mondiale, che venne creata nel 1943 e fu schierata lungo il Fronte Occidentale dove fu distrutta nel 1944.

## Storia
La divisione fu costituita il 9 luglio 1943 nell'area di addestramento militare di Döllersheim e le truppe erano armate con equipaggiamenti catturati. Il 4 agosto 1943 fu trasferita in Francia ed il mese successivo fu schierata in Normandia per compiti di difesa; il 5 gennaio 1944 la divisione venne riorganizzata: fu dotata di veicoli trainati da cavalli, di biciclette e veicoli motorizzati. All'inizio dell'Operazione Overlord, il 6 giugno 1944 la divisione si trovava all'estremità settentrionale della penisola del Cotentin, dove si scontrò con i paracadutisti alleati. Nei combattimenti per la penisola la divisione fu in gran parte distrutta e gli ultimi resti combatterono a nord di Coutances e nella Battaglia di Cherbourg. La divisione fu ufficialmente sciolta il 12 settembre 1944.

## Ordine di battaglia
- Grenadier-Regiment 920
- Grenadier-Regiment 921
- Grenadier-Regiment 922
- Artillerie-Regiment 243
- Pionier-Bataillon 243
- Feldersatz-Bataillon 243
- Panzerjäger-Abteilung 243
- Divisions-Nachrichten-Abteilung 243
- Divisions-Nachschubführer 243[1]

## Comandanti
- Generalmajor Hermann von Witzleben (agosto 1943 - 10 gennaio 1944)
- Generalleutnant Heinz Hellmich (10 gennaio 1944 - 17 giugno 1944)
- Generalmajor Bernhard Klosterkemper (17 giugno 1944 - 12 settembre 1944)[1]